# 選択寺 (川口市)
選択寺（せんちゃくじ）は、埼玉県川口市にある真宗高田派の寺院。

## 歴史
1919年（大正8年）、岡本布教師によって開山された。岡本布教師は浄土真宗ではあるが高田派ではなく、浄土真宗本願寺派（西）の布教師であり、その説教所として建てられた。
1926年（大正15年）、高田派の佐藤慶巌が説教所を譲り受けることになり、高田派の説教所になった。1940年（昭和15年）に現在地に移転し、1949年（昭和24年）に寺院化した。

## 交通アクセス
- 川口元郷駅より徒歩6分。